# یوگنیا چریکووا
یـِوگنیا سرگیونا چریکووا (روسی: Евге́ния Серге́евна Чи́рикова؛ زادهٔ ۱۲ نوامبر ۱۹۷۶، مسکو) فعال محیط زیست اهل روسیه و هم‌اکنون پناهنده به استونی است که برای مخالفت با ساخت آزادراه از وسط جنگل خیمکی (یا خیمکینسکی) نزدیک مسکو شناخته شده‌است. وی همچنین نقش قابل توجهی را در اعتراضات ۲۰۱۱ تا ۲۰۱۳ روسیه در پی انتخابات جنجالی مجلس روسیه ایفا کرد. همچنین عنوان «تحریک در سطح ملی به گرایش اصلاح سیاسی» به چریکووا منسوب شده‌است.
وی همچنین برندهٔ جوایزی همچون جایزه محیط زیست گلدمن شده‌است.

## کمپین

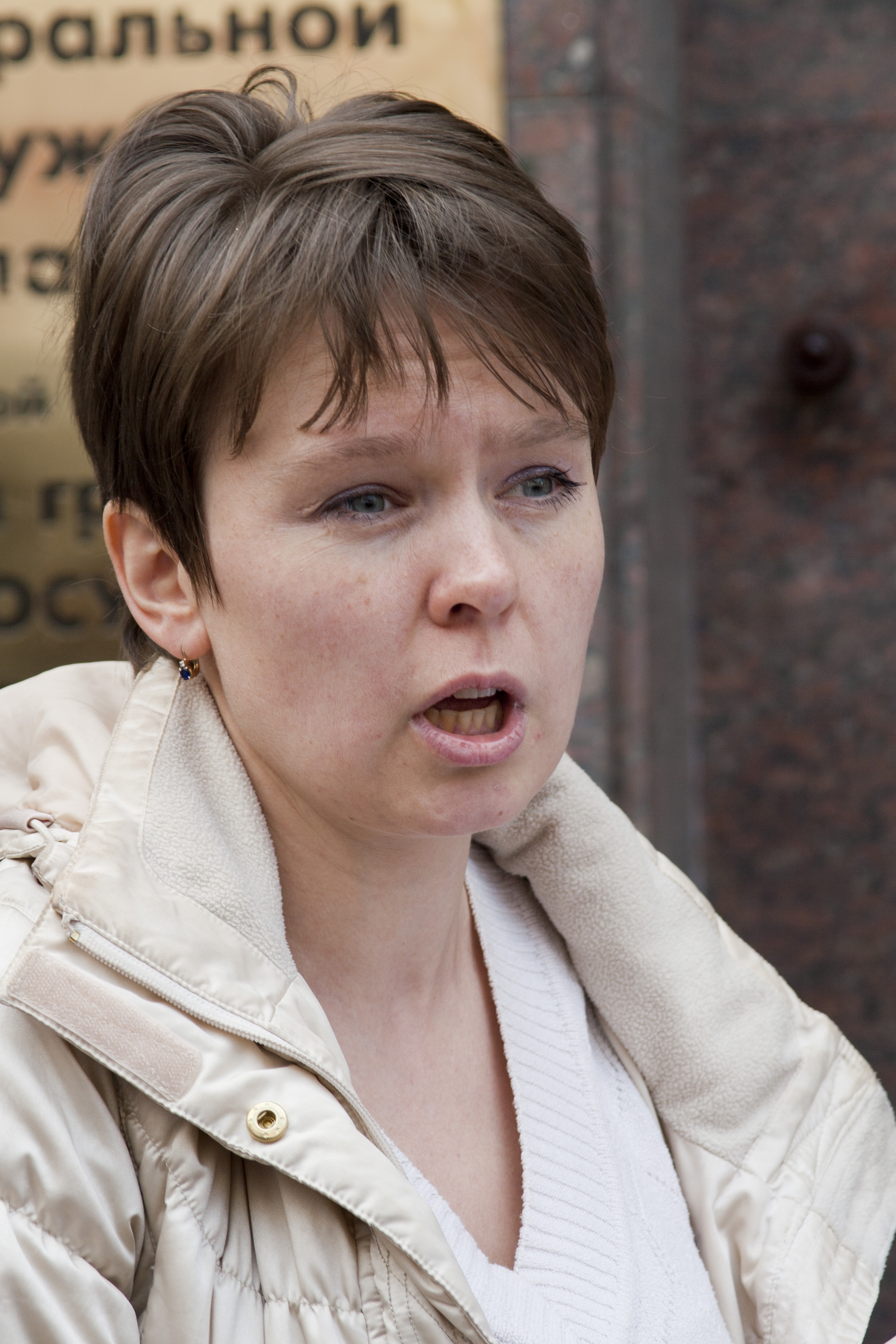
آوریل ۲۰۱۱

چریکووا در مقابل ساخت جاده‌ای از وسط جنگل خیمکی کمپین کرد. او به متقاعد کردن بانک اروپایی بازسازی و توسعه و بانک سرمایه‌گذاری اروپا نیز کمک کرد تا از آن پروژه اجتناب کنند.
چریکووا به خاطر کمپین خود با ارعاب و تهدید نیز مواجه شد. در سال ۲۰۱۱ مقامات دولتی با او دیداری داشتند و به او فرمان داده شد که از کودکانش به اتهام سوءاستفاده جدا شود. چریکووا می‌گوید «عکس‌العمل من خشمی کاملاً قاطع بود. من خودم از آنچه در حال رخ دادن بود فیلمبرداری کرده و روی وب منتشر کردم. تماسهای زیادی با آن حوزه دولتی داشتم که آنها عقب‌نشینی کردند.»

## جوایز
او جایزه زنان شجاع را سال ۲۰۱۱ از شخص معاون رئیس‌جمهور آمریکا جو بایدن دریافت کرد. در آن فرصت او اعمال تحریمهایی علیه برخی سیاستمداران روسیه از جمله وزیر راه و ترابری ایگور لویتین را پیشنهاد کرد.
در نوامبر ۲۰۱۲ او برنده جایزه محیط زیست گلدمن و دریافت ۱۵۰ هزار دلار آمریکا شد. او گفت که این پول را صرف تشکیل گروه کمپینی با عنوان «سرزمین ما» (نشا زملیا наша земля) برای جنگیدن در موارد محیط زیستی مشابه جنگل خیمکی خواهد کرد.
در نوامبر ۲۰۱۲، فارن پالیسی چریکووا را به عنوان یکی از ۱۰۰ متفکر برجسته جهان در سال ۲۰۱۲ مطرح کرد.

## خانواده
چریکووا با یک تاجر به نام میخائیل متویو ازدواج کرد و دو فرزند دارند.